# The Best of Rezerwat
The Best of Rezerwat – kompilacyjny album łódzkiej grupy Rezerwat. Wydany w roku 2000 nakładem wydawnictwa Kommunikationshaus Polen i Universal Music Polska.
Produkcja muzyczna: Rezerwat. Mastering: Jarosław Czajka, Grzegorz Piwkowski (w utworze 13).

## Utwory
źródło:.
1. „Obserwator” (muz. Piotr Mikołajczyk – sł. Andrzej Adamiak, Andrzej Senar) – 5:30
2. „Histeria” (muz. Wiktor Daraszkiewicz – sł. Andrzej Adamiak, Andrzej Senar) – 3:10
3. „Trędowata marionetka” (muz. i sł. Andrzej Adamiak) – 3:20
4. „Cieć” (muz. i sł. Andrzej Adamiak) – 3:54
5. „Modlitwa o więź” (muz. i sł. Andrzej Adamiak) – 6:37
6. „Zaopiekuj się mną” (muz. Piotr Mikołajczyk, Zbigniew Nikodemski – sł. Andrzej Adamiak, Andrzej Senar) – 5:04
7. „Szare gitary” (muz. Wiktor Daraszkiewicz – sł. Andrzej Adamiak, Andrzej Senar) – 2:56
8. „Boję się” (muz. Andrzej Adamiak – sł. Andrzej Adamiak, Andrzej Senar) – 4:12
9. „Parasolki (ostatnie)” (muz. Andrzej Adamiak – sł. Andrzej Adamiak, Andrzej Senar) – 4:35
10. „Och Lala” (muz. Wiktor Daraszkiewicz – sł. Andrzej Adamiak, Andrzej Senar) – 3:37
11. „Kocha ciebie niebo” (muz. i sł. Andrzej Adamiak) – 4:30
12. „Paryż miasto wymarzone (live)” (muz. i sł. Andrzej Adamiak) – 3:16
13. „Zaopiekuj się mną” (remix) – 6:10
14. „Parasolki (ostatnie)” (remix) – 3:30
15. „Kocha ciebie niebo” (remix) – 4:43

## Autorzy
źródło:.
- Andrzej Adamiak – gitara basowa, śpiew
- Wiktor Daraszkiewicz – gitary (z wyjątkiem utworu 11)
- Zbigniew Nikodemski – instrumenty klawiszowe
- Gerard Klawe – perkusja (w utworach 10, 11)
- Piotr Mikołajczyk – perkusja (w utworach 1-6)
- Andrzej Żukiewicz – perkusja (w utworach 7-9)
- Wiesław Żak – gitara (w utworach 6-9)
- Marcin Jędrych – gitara (w utworze 11)
- Bartek Adamiak – śpiew (w utworze 10)
- Witek Grabowski – wibrafon (w utworze 10)
- Ewa Czech, Ania Czech, Sylwia Pierzchałka, Ania Pierzchałka – śpiew (w utworze 11)